# جیرو هوسوتانی
جیرو هوسوتانی (انگلیسی: Jiro Hosotani؛ زادهٔ ۶ ژانویهٔ ۱۹۵۰) وزنه‌بردار اهل ژاپن بود.